# ألفرد جاي غروس
ألفرد جاي غروس هو مهندس ومخترع وشخصية أعمال كندي، ولد في 22 فبراير 1918 في تورونتو في كندا، وتوفي في 21 ديسمبر 2000 في سن في الولايات المتحدة.